# Tahiti labdarúgó-bajnokság (első osztály)
A Tahiti Ligue 1 a Tahiti labdarúgó-bajnokságok legmagasabb osztályának elnevezése. 1948-ban alapították és 10 csapat részvételével zajlik. A bajnok az OFC-bajnokok Ligájában indulhat.

## A 2015–16-os bajnokság résztvevői
- AS Aorai
- AS Central Sport
- AS Dragon
- AS Manu-Ura
- AS Pirae
- AS Taiarapu FC
- AS Tefana
- AS Vénus

## Az eddigi bajnokok
A Tahiti labdarúgó-bajnokság győztesei:
| - 1948: AS Fei Pi (Papeete) - 1949: AS Fei Pi (Papeete) - 1950: AS Fei Pi (Papeete) - 1951: AS Fei Pi (Papeete) - 1952: AS Excelsior (Papeete) - 1953: AS Vénus (Mahina) - 1954: AS Jeunes Tahitiens (Papeete) - 1955: AS Central Sport (Papeete) - 1956: AS Excelsior (Papeete) - 1957: AS Excelsior (Papeete) - 1958: AS Central Sport (Papeete) - 1959: AS Excelsior (Papeete) - 1960: AS Excelsior (Papeete) - 1961: AS Jeunes Tahitiens (Papeete) - 1962: AS Central Sport (Papeete) - 1963: AS Central Sport (Papeete) - 1964: AS Central Sport (Papeete) - 1965: AS Central Sport (Papeete) - 1966: AS Central Sport (Papeete) - 1967: AS Central Sport (Papeete) - 1968: AS Fei Pi (Papeete) - 1969: AS Tamarii Punaruu (Papeete) - 1970: AS Fei Pi (Papeete) | - 1971: AS Fei Pi (Papeete) - 1972: AS Central Sport (Papeete) - 1973: AS Central Sport (Papeete) - 1974: AS Central Sport (Papeete) - 1975: AS Central Sport (Papeete) - 1976: AS Central Sport (Papeete) - 1977: AS Central Sport (Papeete) - 1978: AS Central Sport (Papeete) - 1979: AS Central Sport (Papeete) - 1980: AS Arue (Arue) - 1981: AS Central Sport (Papeete) - 1982: AS Central Sport (Papeete) - 1983: AS Central Sport (Papeete) - 1984: AS PTT (Papeete) - 1985: AS Central Sport (Papeete) - 1986: AS Excelsior (Papeete) - 1987: AS Jeunes Tahitiens (Papeete) - 1988: AS Excelsior (Papeete) - 1989: AS Pirae (Pirae) - 1990: AS Vénus (Mahina) - 1991: AS Pirae (Pirae) - 1992: AS Vénus (Mahina) - 1993: AS Pirae (Pirae) | - 1994: AS Pirae (Pirae) - 1995: AS Vénus (Mahina) - 1996: AS Manu-Ura (Papeete) - 1997: AS Vénus (Mahina) - 1998: AS Vénus (Mahina) - 1999: AS Vénus (Mahina) - 2000: AS Vénus (Mahina) - 2001: AS Pirae (Pirae) - 2002: AS Vénus (Mahina) - 2003: AS Pirae (Pirae) - 2004: AS Manu-Ura (Papeete) - 2005: AS Tefana (Faa'a) - 2005–06: AS Pirae (Pirae) - 2006–07: AS Manu-Ura (Papeete) - 2007–08: AS Manu-Ura (Papeete) - 2008–09: AS Manu-Ura (Papeete) - 2009–10: AS Tefana (Faa'a) - 2010–11: AS Tefana (Faa'a) - 2011–12: AS Dragon (Papeete) - 2012–13: AS Dragon (Papeete) - 2013–14: AS Pirae (Pirae) - 2014–15: AS Tefana (Faa'a) - 2015–16: AS Tefana (Faa'a) |

## Bajnoki címek eloszlása
| Klub                | Győztes |
| ------------------- | ------- |
| AS Central Sport    | 20      |
| AS Vénus            | 9       |
| AS Pirae            | 8       |
| AS Excelsior        | 7       |
| AS Fei Pi           | 7       |
| AS Manu-Ura         | 5       |
| AS Tefana           | 5       |
| AS Jeunes Tahitiens | 3       |
| AS Dragon           | 2       |
| AS Arue             | 1       |
| AS PPT              | 1       |
| AS Tamarii Punaruu  | 1       |

## Külső hivatkozások
- Információk az RSSSF honlapján
- Információk Archiválva 2016. április 4-i dátummal az Archive.is-en a FIFA honlapján